# Februarirevolutie (1848)

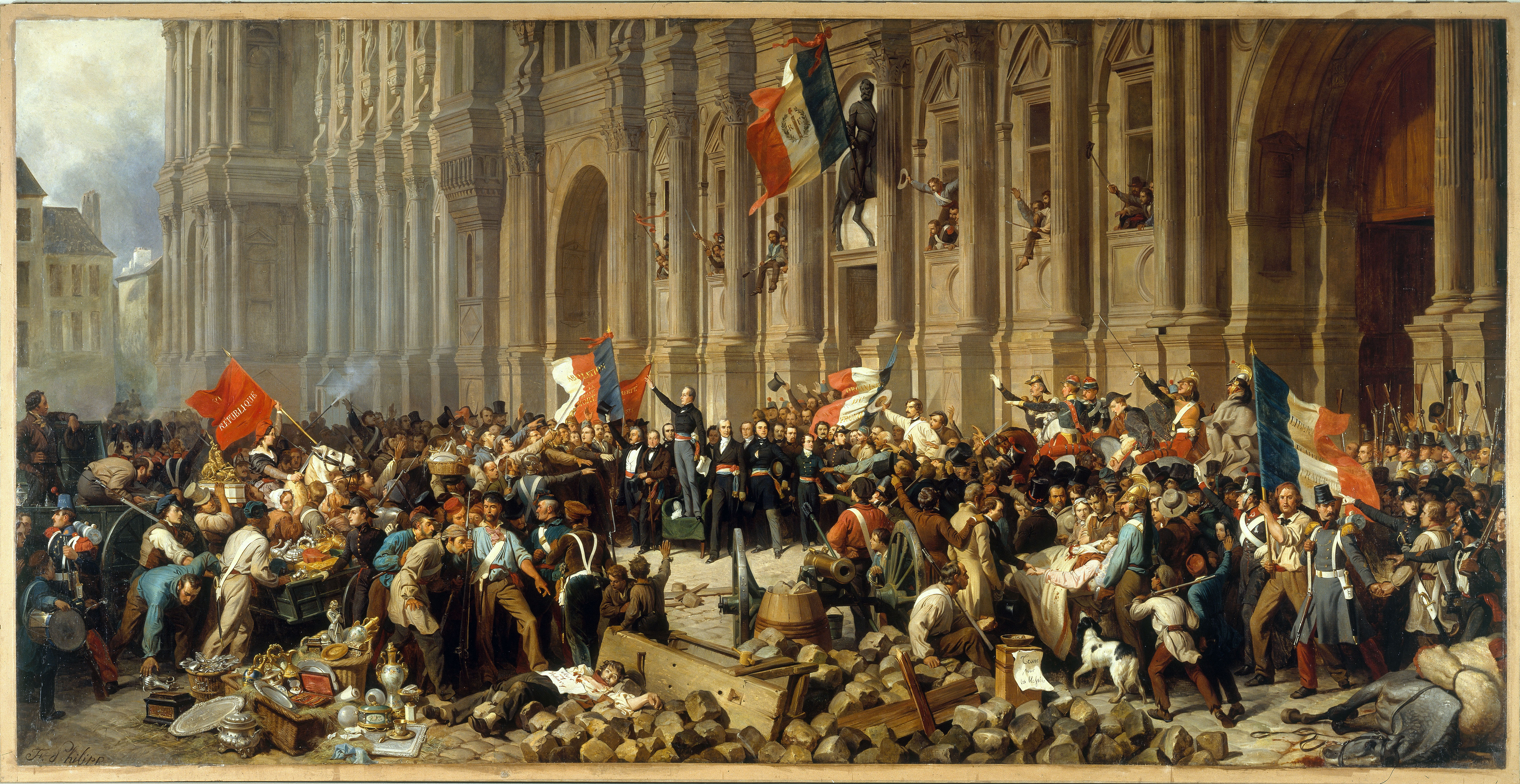
Alphonse de Lamartine weigert op 25 februari 1848 de rode vlag voor het Stadhuis van Parijs, geschilderd door Henri Félix Emmanuel Philippoteaux.

De revoluties van 1848 begonnen met de Februarirevolutie in Frankrijk, die een eind maakte aan de Julimonarchie en de Tweede Franse Republiek vestigde.
Republikeinse en constitutioneel-liberale elementen, voornamelijk uit de middenklasse, eisten hervorming van het kiesrecht. Na een verbod op een republikeinse bijeenkomst kwam het tot onlusten. Premier François Guizot trad op 24 februari terug, waarna de burgerkoning Lodewijk Filips troonsafstand deed ten gunste van zijn kleinzoon Louis Philippe. De voorlopige regering onder Alphonse de Lamartine riep echter nog diezelfde dag de republiek uit.
Deze Tweede Franse Republiek bleek een veel conservatiever beleid uit te oefenen dan de revolutionairen geëist hadden. Vooral de Franse arbeiders waren hier ontevreden over. Onder druk van de socialist Louis Blanc werden de Ateliers Nationaux opgericht, waar werklozen tewerkgesteld werden. Toen dit project door regeringsmaatregelen dreigde te mislukken gingen Parijse werklozen en arbeiders op 23 juni de straat op om une république sociale et démocratique (la sociale) te eisen. Dit Junioproer werd door Louis Eugène Cavaignac op bloedige wijze neergeslagen. In december koos een meerderheid van de toenmalig Franse kiesgerechtigden Lodewijk Napoleon Bonaparte - neef van Napoleon I - tot president.